# Bruine kikkers
Bruine kikkers (Rana) zijn een geslacht van kikkers uit de familie echte kikkers (Ranidae). De wetenschappelijke naam van het geslacht werd in 1758 gepubliceerd door Carl Linnaeus.
Bruine kikkers komen voor in Europa, Azië, Indochina en westelijk Noord-Amerika.

## Algemeen
Soorten uit dit geslacht zijn overwegend groen of bruin en leven op het land, maar meestal niet ver van oppervlaktewater. De meeste soorten worden vrij groot en hebben uiterlijk ongeveer dezelfde kenmerken;
- een peervormig lichaam en een relatief gladde huid;
- twee dunne huidplooien aan weerszijden van de rug, dorsolaterale lijsten genoemd;
- goed ontwikkelde achterpoten om te springen met grote zwemvliezen om te zwemmen;
- grote en goed zichtbare trommelvliezen of tympana;
- relatief sterk gebonden aan water.

Er zijn vele soorten die een of meerdere van bovengenoemde kenmerken missen, maar daar juist vaak aan te herkennen zijn.

## Indeling van de bruine kikkers
Dankzij DNA-technieken wordt er steeds meer bekend over de onderlinge verwantschappen tussen de verschillende soorten. Veel soorten zijn opgenomen in groepjes soorten binnen een geslacht die nauwer aan elkaar verwant zijn. Dit hangt grotendeels samen met het gesplitste verspreidingsgebied; Europa en Noord-Amerika. Hierdoor zijn onlangs vele soorten van geslachtsnaam veranderd die deze nieuwe indeling volgen. Voorbeelden zijn;
- luipaardkikkers (vroeger: Rana pipiens complex → tegenwoordig worden deze soorten in het geslacht Lithobates geplaatst); L. berlandieri, L. blairi, L. fisheri, L. pipiens, L. subaquavocalis, L. yavapaiensis
- bruine kikkers (Rana temporaria complex, de huidige Rana-soorten); R. temporaria, R. agilis
- groene kikkers (vroeger: Rana esculenta complex → tegenwoordig worden deze soorten in het geslacht Pelophylax geplaatst); P. ridibundus, P. lessonae, P. perezi.

Een bijzonderheid binnen de indeling van de diverse Rana-soorten is dat ze zich niet zelden met elkaar kunnen kruisen, wat hybriden tot gevolg heeft die determinatie niet eenvoudig maken. Sommige van deze kruisingen werden vanwege hun algemene voorkomen lange tijd als aparte soort opgevat, ze hebben tegenwoordig weliswaar een wetenschappelijke naam, maar de toevoeging klepton geeft aan dat de soort een hybride is.

## Soorten
Het geslacht Rana telde in 2014 49 soorten, maar er worden nog regelmatig nieuwe beschreven. Soorten die in Nederland voorkomen zijn rechts afgebeeld.
- Rana amurensis
- Rana arvalis – Heikikker
- Rana asiatica
- Rana aurora
- Rana boylii
- Rana cascadae
- Rana chaochiaoensis
- Rana chensinensis
- Rana chevronta
- Rana coreana
- Rana culaiensis
- Rana dalmatina – Springkikker
- Rana draytonii
- Rana dybowskii
- Rana graeca – Griekse beekkikker
- Rana hanluica
- Rana holtzi
- Rana huanrensis
- Rana iberica – Spaanse beekkikker
- Rana italica
- Rana japonica
- Rana jiemuxiensis
- Rana johnsi
- Rana kobai
- Rana kukunoris

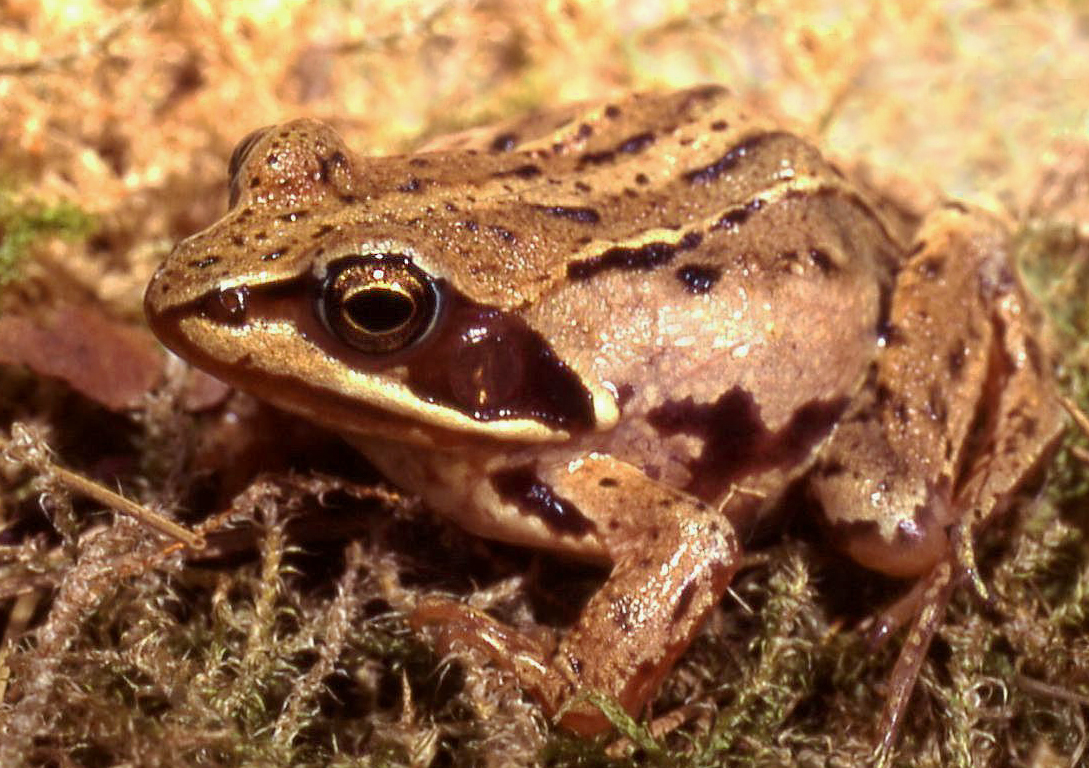
Heikikker

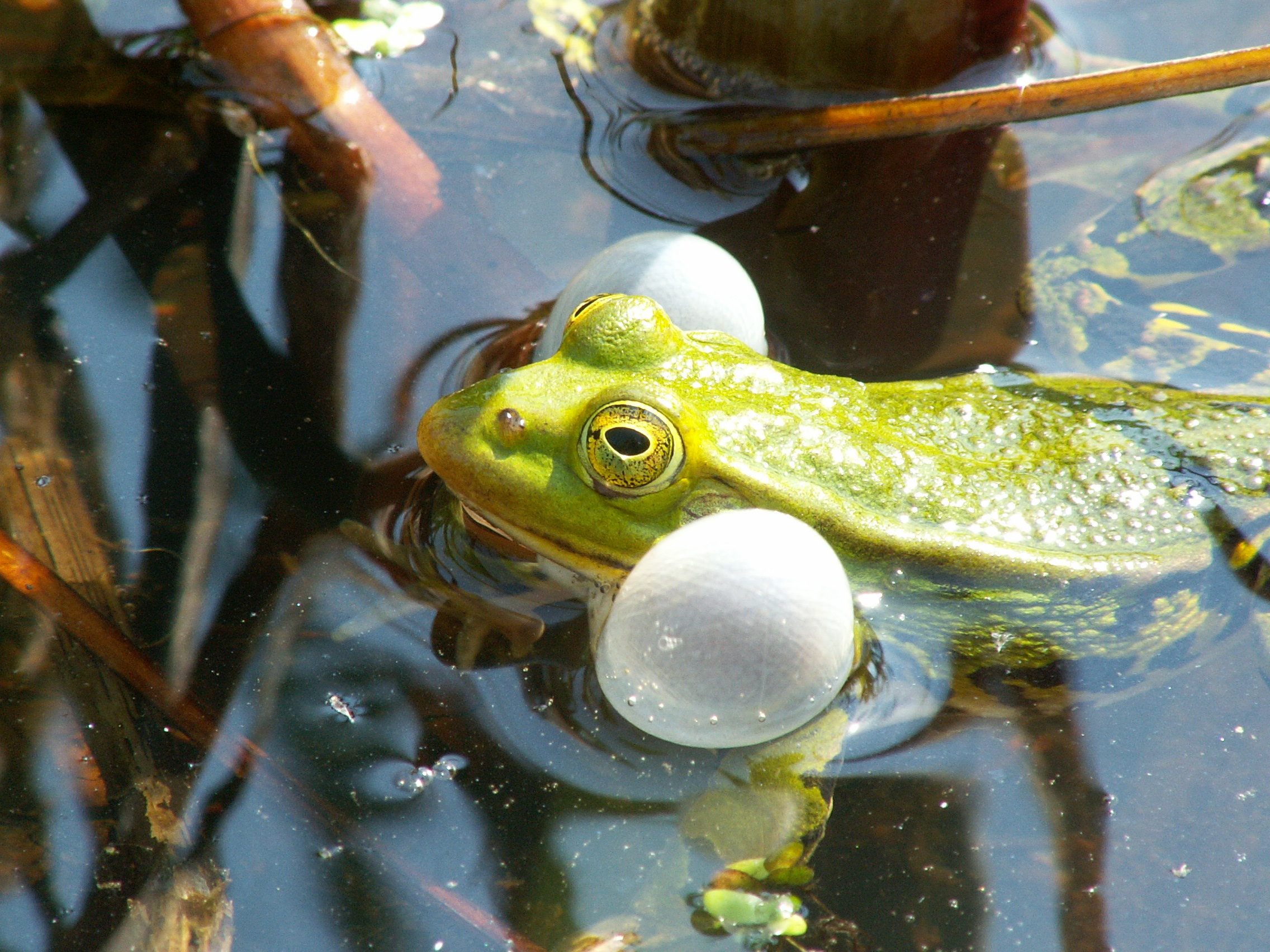
Poelkikker

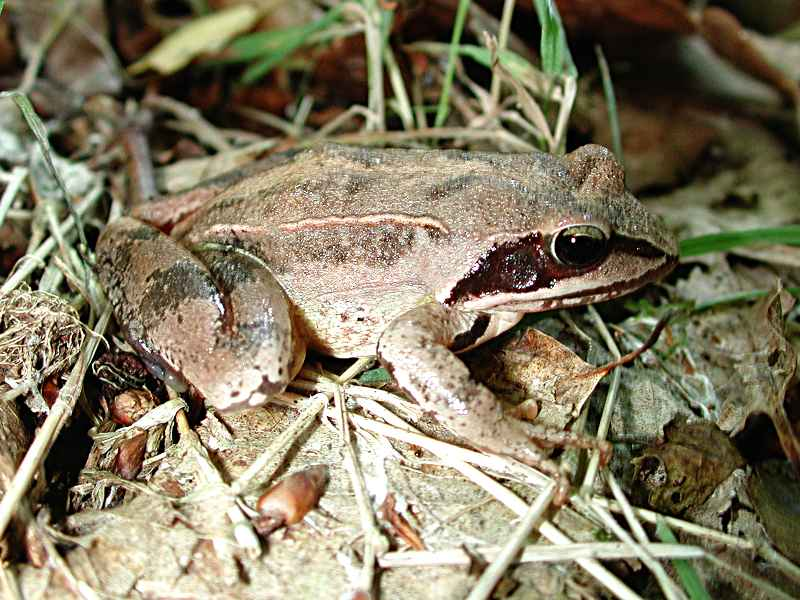
Springkikker

- Rana latastei – Italiaanse springkikker
- Rana longicrus
- Rana luteiventris
- Rana macrocnemis
- Rana muscosa
- Rana neba
- Rana omeimontis
- Rana ornativentris
- Rana pirica
- Rana pretiosa
- Rana pseudodalmatina
- Rana pyrenaica
- Rana sakuraii
- Rana sauteri
- Rana shuchinae
- Rana sierrae
- Rana tagoi
- Rana tavasensis
- Rana temporaria – Bruine kikker
- Rana tsushimensis
- Rana uenoi
- Rana ulma
- Rana zhengi
- Rana zhenhaiensis